# West Area Rural (distrito)
West Area Rural é uma área da Serra Leoa com status de distrito, está localizada na província Western. Sua capital é a cidade de Freetown.